# Evington (Virginia)
Evington ist ein gemeindefreies Gebiet im Campbell County, im US-Bundesstaat Virginia. Evington liegt an der Virginia State Route 24, westlich des U.S. Highway 29, südwestlich von Lynchburg.
Ein im Ort gelegenes, Mitte des 19. Jahrhunderts gebautes Haus namens Caryswood wurde 2010 in das National Register of Historic Places aufgenommen. Der US-Repräsentant Bob Good, der Abgeordnete für den fünften Kongressdistrikt von Virginia, lebt in Evington.

## Angrenzende Counties
- im Westen: Bedford County
- im Nordosten: Lynchburg

## Klima
Das Klima in diesem Gebiet ist durch heiße, feuchte Sommer und allgemein milde bis kühle Winter gekennzeichnet. Nach dem Köppen-Klimaklassifikationssystem hat Evington ein feuchtes subtropisches Klima, das auf Klimakarten mit Cfa abgekürzt wird.